# Chuck Fusina
Charles Anthony Fusina (Pittsburgh, 31 maggio 1957) è un ex giocatore di football americano statunitense che ha giocato nel ruolo di quarterback nella National Football League (NFL) e nella United States Football League (USFL). Al college giocò a football alla Penn State University venendo premiato come All-American e vincendo il Maxwell Award nel 1978.

## Carriera
Fusina fu scelto nel corso del quinto giro (133º assoluto) del Draft NFL 1979 dai Tampa Bay Buccaneers. Trascorse le prime tre stagioni da riserva di Doug Williams. Nel 1983 passò ai Philadelphia/Baltimore Stars della neonata USFL dove ebbe successo sotto la direzione del capo-allenatore Jim Mora. In tre stagioni con la squadra passò oltre 10.000 yard e guidò tutti i quarterback della lega con 66 touchdown e un passer rating di 88,6. Portò gli Stars alla vittoria di due campionati consecutivi nel 1984 e 1985 e fu premiato come miglior giocatore della finale del 1984. Quando la lega fallì nell'agosto 1986, tornò nella NFL dove passò un'ultima stagione con i Green Bay Packers.

## Palmarès

### Franchigia
- Campione USFL: 2

Philadelphia/Baltimore Stars: 1984, 1985

### Individuale
- Quarterback dell'anno della USFL - 1984
- MVP della finale del campionato USFL - 1984
- Maxwell Award - 1978